# Michael Fu Tieshan
Michael Fu Tieshan (en Chinois simplifié: 傅铁山, en Chinois traditionnel: 傅鐵山) (né le 3 novembre 1931 dans le district de Qingyuan de la province du Hebei, mort le 20 avril 2007 à Pékin) était un évêque catholique chinois qui fut le chef de l'Association catholique patriotique chinoise, c'est-à-dire de l'Église « officielle » de Chine, dont les évêques ne sont pas toujours reconnus par l'Église catholique romaine.

## Biographie
Fu fut d'abord prêtre puis devint en 1979 évêque du diocèse catholique de Pékin. Il fut nommé à la tête de l'église « officielle » de Chine en 1998 et en 2003, devint vice-président de la commission permanente de l'Assemblée nationale populaire chinoise. 
Anthony Liu Bainian (en), le vice-président de l'Association a expliqué que Fu Tieshan était mort dans un hôpital de Pékin des suites d'un cancer du poumon, ajoutant que Fu « était un dirigeant respecté qui guidait les croyants et les prêtres dans le développement de l'église chinoise et œuvrait pour qu'elle soit conforme à notre socialisme avec des caractéristiques chinoises. »